# Podział administracyjny województwa opolskiego
Strona ta przedstawia podział administracyjny województwa opolskiego.

## Powiaty
Jednostkami administracyjnymi są gminy (miejskie, miejsko-wiejskie lub wiejskie). Miasta mogą stanowić gminy miejskie lub wchodzić w skład gmin miejsko-wiejskich.
- Miasto na prawach powiatu
  - miasto (gmina miejska): Opole
- brzeski ⇒ Brzeg
  - miasta: Brzeg, Grodków i Lewin Brzeski
  - gmina miejska: Brzeg
  - gminy miejsko-wiejskie: Grodków i Lewin Brzeski
  - gminy wiejskie: Lubsza, Olszanka i Skarbimierz (s. Skarbimierz Osiedle)
- głubczycki ⇒ Głubczyce
  - miasta: Baborów, Głubczyce i Kietrz
  - gminy miejsko-wiejskie: Baborów, Głubczyce i Kietrz
  - gmina wiejska: Branice
- kędzierzyńsko-kozielski ⇒ Kędzierzyn-Koźle
  - miasto: Kędzierzyn-Koźle
  - gmina miejska: Kędzierzyn-Koźle
  - gminy wiejskie: Bierawa, Cisek, Pawłowiczki, Polska Cerekiew i Reńska Wieś
- kluczborski ⇒ Kluczbork
  - miasta: Byczyna, Kluczbork i Wołczyn
  - gminy miejsko-wiejskie: Byczyna, Kluczbork i Wołczyn
  - gmina wiejska: Lasowice Wielkie
- krapkowicki ⇒ Krapkowice
  - miasta: Gogolin, Krapkowice, Strzeleczki i Zdzieszowice
  - gminy miejsko-wiejskie: Gogolin, Krapkowice, Strzeleczki i Zdzieszowice
  - gmina wiejska: Walce
- namysłowski ⇒ Namysłów
  - miasto: Namysłów
  - gmina miejsko-wiejska: Namysłów
  - gminy wiejskie: Domaszowice, Pokój, Świerczów i Wilków
- nyski ⇒ Nysa
  - miasta: Głuchołazy, Korfantów, Nysa, Otmuchów i Paczków
  - gminy miejsko-wiejskie: Głuchołazy, Korfantów, Nysa, Otmuchów i Paczków
  - gminy wiejskie: Kamiennik, Łambinowice, Pakosławice i Skoroszyce
- oleski ⇒ Olesno
  - miasta: Dobrodzień, Gorzów Śląski, Olesno i Praszka
  - gminy miejsko-wiejskie: Dobrodzień, Gorzów Śląski, Olesno i Praszka
  - gminy wiejskie: Radłów, Rudniki i Zębowice
- opolski ⇒ Opole
  - miasta: Niemodlin, Ozimek, Prószków i Tułowice
  - gminy miejsko-wiejskie: Niemodlin, Ozimek, Prószków i Tułowice
  - gminy wiejskie: Chrząstowice, Dąbrowa, Dobrzeń Wielki, Komprachcice, Łubniany, Murów, Popielów, Tarnów Opolski i Turawa
- prudnicki ⇒ Prudnik
  - miasta: Biała, Głogówek i Prudnik
  - gminy miejsko-wiejskie: Biała, Głogówek i Prudnik
  - gmina wiejska: Lubrza
- strzelecki ⇒ Strzelce Opolskie
  - miasta: Kolonowskie, Leśnica, Strzelce Opolskie, Ujazd i Zawadzkie
  - gminy miejsko-wiejskie: Kolonowskie, Leśnica, Strzelce Opolskie, Ujazd i Zawadzkie
  - gminy wiejskie: Izbicko i Jemielnica

## Zmiany od 1 I 1999
- prawa miejskie
  - (1 I 2004): Prószków (powiat opolski)
  - (1 I 2018): Tułowice (powiat opolski)
  - (1 I 2024): Strzeleczki (powiat krapkowicki)
- zmiany granic, legenda (województwa/powiaty/miasta/gminy po lewej zyskały część terytorium, województwa/powiaty/miasta/gminy po prawej straciły część terytorium)
  - granice powiatów
    - (1 I 2007): pow. brzeski (gm. Lewin Brzeski) <> pow. opolski (gm. Niemodlin)

  - granice miast i gmin
    - (1 I 2002): (pow. nyski) m. Nysa <> gm. Nysa
    - (1 I 2006): (pow. brzeski) m. Lewin Brzeski <> gm. Lewin Brzeski
    - (1 I 2017): (pow. m. Opole) m. Opole <> gm. Dąbrowa, gm. Dobrzeń Wielki, gm. Komprachcice, gm. Prószków
    - (1 I 2018): (pow. nyski) m. Otmuchów <> gm. Otmuchów
- siedziby i nazwy miast i gmin
  - (1 I 2002): (pow. brzeski) gm. wiejska Brzeg (s. Brzeg) > gm. Skarbimierz (s. Skarbimierz Osiedle)
  - (1 I 2006): (pow. kluczborski) gm. Lasowice Wielkie (s. Lasowice Małe) > gm. Lasowice Wielkie (s. Lasowice Wielkie)